# 伊野隆之
伊野 隆之（いの たかゆき、1961年8月24日 - ）は、日本のSF作家。現在タイ王国在住。

## 経歴
新潟県上越市生まれ。新潟県立高田高等学校、東京理科大学理学部化学科卒業。2009年、『樹環惑星 ―ダイビング・オパリア―』（応募時タイトルは、「森の言葉 / 森への飛翔」）で第11回日本SF新人賞を受賞（山口優と同時受賞）。2010年11月、同作が徳間書店より刊行され作家デビューした。

## 作品リスト

### 単行本
- 『樹環惑星―ダイビング・オパリア―』（2010年11月、徳間文庫、ISBN 978-4198932510）
- 『ザイオン・イン・ジ・オクトモーフ〜イシュタルの虜囚、ネルガルの罠』（2023年7月、書苑新社、ISBN 978-4883755011）

### 雑誌等掲載作品
- 「冷たい雨－A Grave with No Name－」（『SF Japan』2010年春号）
  - 『短篇ベストコレクション 現代の小説 2011』（日本文藝家協会編、徳間文庫、2011年6月）に採録。
- 「冬の星のジュノー」（『SF Japan』2011年春号）
- 「ルナからの帰還」（「清水建設×日本SF作家クラブ 建設的な未来」４話、公式サイト『テクノアイ 清水建設の技術』、2020年1月27日配信）
- 「翼は藍色の空を飛ぶ」（「清水建設×日本SF作家クラブ 建設的な未来」15話、公式サイト『テクノアイ 清水建設の技術』、2021年2月15日配信）
- 「オネストマスク」（『ポストコロナのSF』ハヤカワ文庫JA、2021年4月）収録[3]
- 「月影のディスタンス」（『ナイトランド・クォータリー』vol.25 アトリエサード、2021年6月）
- 「カザロフ・ザ・パワード・ケース」（『再着装の記憶 : 〈エクリプス・フェイズ〉アンソロジー』アトリエサード TH literature series、2021年9月）収録
- 「ソイルメイカーは歩みを止めない。」（『地球へのSF』ハヤカワ文庫JA、2024年5月）収録

### 電子書籍
- 『九十九神曼荼羅シリーズ ヒア･アイ･アム』（小学館、2013年5月）
- 『九十九神曼荼羅シリーズ こちら公園管理係1 砂場の王』（小学館、2013年5月）
- 『九十九神曼荼羅シリーズ こちら公園管理係2 空へ』（小学館、2013年5月）
- 『九十九神曼荼羅シリーズ こちら公園管理係3 フェンスの向こう』（小学館、2013年8月）
- 『九十九神曼荼羅シリーズ こちら公園管理係4 海から来た怪獣』（小学館、2013年11月）
- 『夢幻∞シリーズ こちら公園管理係5 炎の記憶』（小学館、2015年2月）
- 『夢幻∞シリーズ こちら公園管理係6 さよならガンさん』（小学館、2015年3月）
- 『蒼い月の眠り猫』（私家版、2018年1月）